# Albert Bosch Riera
Albert Bosch Riera (San Juan de las Abadesas, Cataluña, España; 4 de junio de 1966) es un deportista, emprendedor y escritor. Tiene un largo historial de aventuras deportivas, aunque su mayor proeza fue la de cruzar la Antártida desde el mar hasta el Polo Sur, caminando y sin asistencia.
1200 km en 65 días en las condiciones más extremas que se pueden vivir, atravesando un continente ventoso, árido y frío del mundo. La expedición comenzó con un compañero, Carles Gel, que abandonó en el km 31 por lo que Bosch continuó en solitario el resto de la travesía.
Por la expedición “POLO SUR 1911-2011, Albert Bosch recibió el premio de la Sociedad Geográfica Española al Viaje del Año 2012.
La expedición se llamó “Polo Sur 1911-2011” haciéndolo coincidir con el centenario de la llegada del primer hombre al Polo Sur (Roald Amundsen el 14/12/1911), uno de los hitos más importantes alcanzados por el hombre en la historia de la exploración.
El director y productor de cine Joan Riedweg ha realizado un documental sobre esta aventura: “2.304.400 PASOS”
Además Albert Bosch ha completado el proyecto "Siete Cumbres" (escalar las montañas más altas de cada continente, culminando con el Everest 8.850 m) ha participado en 9 Rally Dakar (2 en moto y 7 en coche) y en innumerables carreras de motos y coches). En el Rally Dakar 2015 hizo historia con un coche 100% eléctrico que se convirtió en el primero en correr el Dakar sin una gota de combustible. El equipo #AccionaDakar no consiguió completar la prueba pero demostró que era posible, y que éste era sólo el primer paso en la transformación hacia la sustentabilidad del mundo del motor.
Es corredor habitual de UltraMaratón y ha participado en más de 100 carreras o retos de diferentes disciplinas de deportes extremos.
Es emprendedor desde los 26 años, y en 2004 fundó INVERGROUP, como plataforma para gestionar y promover proyectos en el ámbito de la energía y el medio ambiente.
Es autor de dos libros:
- ESPÍRITU DE AVENTURA – Los 7 retos del Emprendedor- Editorial Urano.
- VIVIR PARA SENTIRSE VIVO" – 2.304.400 Pasos hasta el fin del mundo –Ediciones B (editado en español, portugués y francés).

También es conferenciante en importantes eventos en los que transmite los valores asociados al deporte, el liderazgo responsable, gestión de equipos, superación, motivación y gestión del cambio.

## El proyecto “7Cumbres”
Ha alcanzado las cimas más altas de cada continente, y en todos los casos las ha conseguido al primer intento. completando lo que se conoce en el mundo de la montaña con el nombre de Siete Cumbres.
1. - EVEREST: 8.850 m – Nepal. Cumbre ms alta de Asia y del Mundo. Cima el 17/05/2010
2. - Mt.VINSON: 4.892 m - Cumbre más alta de la Antártida. Cima el 3/12/2009
3. - Mc.KINLEY: 6.194 m – Alaska, EE. UU. Cumbre más alta de Norteamérica. Cima el 8/06/2009
4. - PIRÁMIDE DE CARSTENSZ: 4.884 m – Isla de Papúa. Cumbre más alta de Oceanía. Cima el 16/11/2008
5. - ACONCAGUA: 6.962 m – Argentina. Cumbre más alta de Sudamèrica. Cima el 16/01/2008
6. - ELBRUS: 5.641 m – Cáucaso Ruso. Cumbre más alta de Europa. Cima el 12/05/2007
7. - KILIMANJARO: 5.950 m – Tanzania. Cumbre más alta de África. Cima el 25/09/2006

## Dakar
Participaciones y resultados en Rally Dakar:
- 2015: piloto del 1.er coche 100% eléctrico del Rally Dakar. Equipo #AccionaDakar.[15]
- 2011: piloto "Team ProDakar/Mc.Rae". Buggy 2 Ruedas Motrices/Motoplaza. Abandono Etapa 7.[16]
- 2006: piloto “Team SAUNIER DUVAL”. Clasificado a la 46.ª. Posición de la general, 6º Español, i 3º en la NISMO CHALLENGE (Copa NISSAN en el Dakar).- 2007: piloto “Team SAUNIER DUVAL”. Clasificado en la 48.ª. Posición de la general, 5º Español (2º Privado), y 3ª categoría T1-Diesel.
- 2005: piloto Team “InstalGroup-Saunier Duval”. Abandono etapa 8 per avería motor.-
- 2001: copiloto de Paul Belmondo en el Team “Toyota Trophy”. Clasificado en la 29.ª posición de la general, vencedor de la categoría ‘T2-Diesel’ y vencedor de la copa “Toyota Trophy”.-
- 2000: copiloto de Pep Busquets en el Team “Don Piso”. Clasificado en 44.ª posición de la general y vencedor de la copa “Toyota Trophy”.-
- 1999: piloto de motos del equipo “Objetivo Dakar”. Clasificado en la posición 46.ª de la general. -
- 1998: piloto de motos del equipo “Objetivo Dakar”. Abandono por accidente/lesión. -

## Su historia en el mundo del motor
Desde muy joven, Albert Bosch ha formado parte del mundo de las carreras, participando en todas las de relevancia nacional.
Su participación en carreras fue disminuyendo por su compromiso con proyectos que tienen en cuenta la sostenibilidad del medio ambiente, y en este campo más concretamente en pruebas de coches eléctricos o eficientes.
En 2015 volvió al Rally Dakar para hacer historia corriendo con un coche 100% eléctrico convirtiendo al equipo #AccionaDakar en los primeros de la historia de la competición en participar sin una gota de combustible y sin emitir C02.

## Carreras y pruebas en las que ha participado
- RALLY DAKAR 2015: equipo #AccionaDakar 1st 100% Electric Car[19]
- ECO RALLY: rally de coches Eléctricos y Eficientes – 2013: equipo con Agustín Payà en un Mercedes Clase A Full Electric – 3os. Categoría Vehículos Eléctricos
- BAJA ESPAÑA-ARAGÓN 2005: piloto “Team Beretta”. Clasificado en la 38.ª posición de la general y 5º de la categoría T2
- BAJA ESPAÑA-ARAGÓN 2000: copiloto de Josep Busquets. Abandono por avería mecánica
- CAMPEONATO DE CATALUÑA DE ENDURO 1997: 3º en la categoría Sénior-C
- RALLY DEL ATLAS (Marruecos) 1996: piloto de motos. Clasificado en la posición 35 de la general i 5º en categoría ‘maratón’.
- 24 HORAS DE ENDURO DE MOIÀ 1995: 2º en la categoría de 125 c.c.
- CAMPEONATO DE CATALUÑA DE TRAMOS DE ENDURO 1994: clasificado en 4.ª posición final del campeonato en la categoría Sénior-B
- CAMPEONATO DE ESPAÑA DE RESISTENCIA 1992 (Velocidad-Circuito): 3.er. Clasificado categoría superiores a 750 c.c.
- BAJA ESPAÑA-ARAGÓN 1990: piloto de motos. Abandono por avería mecánica.
- RAID ALTA ALCARRIA 1990: 3.er. Clasificado en la categoría 4 Tiempos y 6º en la general
- CAMPEONATO DE CATALUNYA DE RESISTENCIA 1989 (Velocidad-Circuito): campeón de Catalunya categoría ‘Superbikes’
- CAMPEONATO DE ESPAÑA DE RESISTENCIA 1989 (Velocitat-Circuit): subcampeón de España en la categoría ‘Superbikes’

- OTRAS COMPETICIONES DE MOTOCICLISMO DESTACADAS: Copa Yamaha RD 1998 – 6 Días Trial de Escocia 2008 – Raid del Lluçanès (Años ’90 – ’92 – ’94) – 3 Días Trial Santigosa (Años ’83 – ’84 – ’85 – ’86 – ’87 – ’88 - '08 - '11) – 3 Días Trial els Cingles (Año 1987)

## Adventure Running
Es corredor habitual de UltraMaratón y ha participado en más de 100 carreras o retos de diferentes disciplinas de deportes extremos, entre ellas:
- ICE ULTRA BEYOND ULTIMATE: Laponia (Suecia) – 230 km x 4 Etapas – 2014: ganadores en equipos, y 10º categoría individual s/32 participantes.[20]
- CARRERA TAGA 2040: Años 2000 - 2001 - 2003 - 2005 - 2008 - 2009 - 2010 - 2012
- COSTA BRAVA XTREM RUNNING: De Blanes a Portbou Archivado el 5 de marzo de 2014 en Wayback Machine., haciendo toda la Costa Brava corriendo por los caminos de ronda, senderos y playas, siempre tocando al mar. - mayo de 2011 - 24º General s/180 participantes.
- MARATÓN DES SABLES: Desierto del Sahara (Marruecos) – 260 km x 6 Etapas - Año 2009: 240 Clas. s/890 participantes - Año 2011: 104 Clas. s/900 participantes.[21]
- JUNGLE MARATHON: Selva Amazonas (Brasil) – 260 km x 6 Etapas - octubre de 2010: Campeones por Equipos (Jungle.Cat) y 6º. Categoría individual s/97 participantes.[22]
- MARATÓN DE ATENAS: Año 2010 (2500 Aniversario) - 3h15'10"
- MARATÓN DE MADRID: Año 2009 - 3h12'14"
- EXTREM MARATON DE ZAGORA: Desierto del Sahara (Marruecos): 4h30' - 38.º General s/310 participants.

## Otras montañas importantes holladas
- Kala Patthar – 5550 m (Himalaya – Nepal) - 2010
- Cerro Bonete – 5008 m (Andes Argentinos) - 2008
- Cheguet-Karabashi – 3.461 m (Cáucaso Ruso) - 2007
- Maladeta – 3.312 m (Pirinou Aragonés) - 2007
- Besiberri Norte – 3.014 m (Pirineo Catalán) - 2007
- Aneto – 3.404 m (Pirineo Aragonés) – 2005 + 1997
- La Dibona – 3.330 m (Alpes Franceses) - 2003
- La Grande Casse – 3.855 m (Alpes Franceses) - 2003
- Punta St.Mateo – 3.678 m (Alpes Italianos) - 2003
- Gran Zebrú – 3.851 m (Alpes Italianos) - 2003
- Il Castore – 4.228 m (Alpes Italianos) - 2001
- Breithorn – 4.164 m (Suiza) - 2001 + 1999
- Damavand - 5.610 m (Irán) – 1999
- Besiberri Sud – 3.034 m (Pirineo Catalán) - 1999
- Pigne d’Arolla – 3.796 m (Alpes Franceses) - 1999
- Mont Blanc – 4.810 m (Alpes Franceses) - 1997
- Toubkal – 4.165 m (Atlas Marroquí) - 1997
- Posets – 3.375 m (Pirineo Aragonés) - 1997
- Vignemalle – 3.298 m (Pirineo Francés): 1997
- Mulleres – 3.010 m (Pirineo Catalán) - 1997
- Pica d’Estats: 3.143 m (Pirineo Catalán): - 1996
- Verdaguer: 3.125 m (Pirineo Catalán) - 1996
- Montcalm: 3.077 m (Pirineo Catalán) - 1996

## Otras aventuras
Ha participado en multitud de pruebas dónde la resistencia y la emoción han sido un factor común:

### Duatlones / Triatlones
- COPA CATALANA DUATLONES DE MONTAÑA: Circuito 2003/2004: 15º. Absoluto Circuito 2004/2005: 24º. Absoluto Circuito 2005/2006: 8º Cat.V1 (Veteranos) Circuito 2006/2007: 7º Cat.V1 (Veteranos) Circuito 2007/2008: 7º Cat.V1 (Veteranos) Carreras Realizadas: San Hilario Sacalm (’03 – ’02), Mataró (’07 - ’06 - ’04 – ’03), Tavernols (’04- '12 - '13), Vallfogona Ripollès ('10 - ’08 - ’06 - ’05 - ’03), Ametlla del Vallés ('12 - '10 - ’09 - ’08 - ’07 - ’06 - ’05 - ’04 – ’03), Súria (’06 - ’05), Caldes de Monbuy (’03), San Juan de las Abadesas (’10 - ’09 - ’08 - ’07), Villanueva y Geltrú (’08 - ’07), Viladecavalls (’08), Cabrils (’08), Folguerolas (’09 - '10) - Solsonés ('10) - Tarrasa (2012)
- DUATLÓN DE SAN JUAN DE LAS ABADESAS: Años ’95 – ’97 – ’99 – ’00 – ’01 – ’02 – ’03 – ’05 – ’06 – ’08 - '09 - '12
- OTROS DUATLONES DE CARRETERA: Moià (’02 – ’03 – ’04), Castellfollit de la Roca (’02), Vic (’05-‘07)
- TRIATLONES DE MONTAÑA: IronTerra (’09) - Riudecanyes (’05) – Malgrat (’06-‘08)
- TRIATLONES DE CARRETERA: Manresa (’05)
- TRIATLÓN BLANCO PROBIKE: Año 1996. Sant Joan de l’Erm. 4º. de la general.
- DUATLÓN DE INVIERNO DE MARTINET: Año 1996. Martinet de Cerdanya. Clasificado el 38.º de la general.

### Bicicleta
- PEDALES DEL CÍSTER: Conca de Barberà - Sierra de Prades - 2013
- PEDALES DE LOS PORTS: Puertos de Tortosa-Beceite - 2013
- PEDALES DE LEÓN: León - Picos de Europa - 2011
- L’ETAPE DU TOUR: Montelimar – Mt.Ventoux (178 km) – 2009
- HORAS CICLISTAS DE MONTJUÏC: 2009 – 5º Clasificado Categoría
- DUO- PEDALES DE OCCITÀNIA: Valle de Arán – España/Francia - 2.009- Travesía Apeninos: Italia – 2008- Travesía Picos de Europa: Asturias – Cantabria – 2007
- TITAN DESERT: Desierto del Sahara, Sur de Marruecos 2006 – 6º Equipo Clasificado
- PEDALES DE FUEGO: Valle de Arán: Lérida – 2006- Travesía Perimetral Kilimanjaro: Tanzania – 2006- Travesía Sierra de Albarracín-Montes Universales: Teruel – 2005- Travesía Cazorla: Jaén – 2003- Travesía Córcega: Francia – 2001- Travesía Irati-Valle Baztán: Navarra – 2000 - Travesía Camino de los ‘Bons Homes’: Francia – España 1999- Travesía Maestrazgo: Castellón/Teruel - 1998- Travesía 2 Mares: Llançà (Girona) – Hondarrabía (San Sebastián) – 1997- Travesía Atlas: Cordillera del Atlas – Marruecos - 1997- Ciclo Rally: Roda de Ter (Barcelona) 1999 + 2000

### Raids de aventura:
- RAID AVENTURA DE TORRELLES: Año 2009 – 6º de la General
- OPEN TAVERTET EXTREM: Año 2007: 2º de la General
- RAID DEL BISAURA: Año 2007: 5º de la General
- TAVERTET EXTREM: Año 2005: 48 Horas Non Stop (Osona). 15º de la General
- COPA SALOMON: Año 2001. (Cerdanya). 16º de la general.
- ESPAÑA X-TREME: Año 2000. (Sierra de Gredos). Abandono.
- SALOMON X-ADVENTURE: Año 1999 (Picos de Europa). 14º de la general
- NON STOP: Años ’97 – ’98 (Osona). 12º y 8º respectivamente.

### Ski - Travesía
- Travesía Isla de Córcega: Francia – 2009
- Travesía La Silvretta: Alpes Austríacos - 2008
- Travesía Val de la Vanoise: Alpes Franceses - 2007
- Travesía Bernina: Alpes Italianos - 2005
- Travesía Les Ortles: Alpes Franceses - 2004
- Travesía La Pierramenta: Alpes Franceses - 2003
- Travesía Niça-Briançon: Alpes Franceses - 2002
- Travesía Zermatt-Zass Fee: Alpes Suizos - 2001
- Travesía Les Ecrins: Alpes Franceses - 2000
- Travesía Chamonix-Zermatt: Alpes Franceses/Suizos - 1999